# Lianstrimhake
Lianstrimhake (Epinecrophylla fulviventris) är en fågel i familjen myrfåglar inom ordningen tättingar.

## Utbredning och systematik
Fågeln förekommer från Honduras till Colombia (nedre Caucadalen) och västra Ecuador. Den behandlas som monotypisk, det vill säga att den inte delas in i några underarter.

## Status
IUCN kategoriserar den som livskraftig.